# Armee-Inspektion

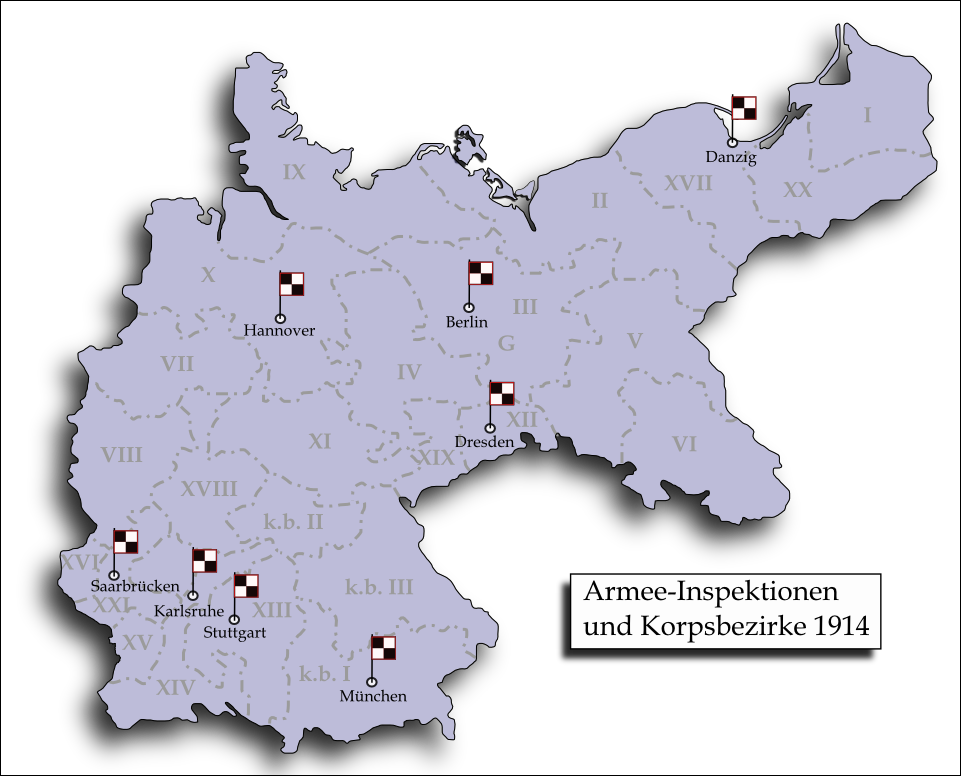
Die 8 Armee-Inspektionen und 25 Korpsbereiche des Deutschen Reiches im Jahre 1914

Als Armee-Inspektion bezeichnete man im deutschen Heer des Kaiserreichs eine militärische Behörde oberhalb der Ebene der Armeekorps. In Friedenszeiten bestand die Aufgabe der Armee-Inspektionen ausschließlich in der Überwachung der unterstellten Armeekorps. Bei Ausbruch des Ersten Weltkrieges (1914–1918) wurden im Zuge der Mobilmachung alle Armee-Inspektionen in Armeeoberkommandos umgewandelt.

## Funktion
Durch die Einführung des „Reichs-Militärgesetzes“ vom 2. Mai 1874 wurde für das nur drei Jahre zuvor gegründete deutsche Kaiserreich erstmals ein verbindlicher Rahmen für das gesamtdeutsche Militärwesen gelegt. In den darin enthaltenen §§ 2 und 3, welche die Formationen des Heeres regelten, wurde bereits die Einrichtung von Armee-Inspektionen festgelegt. Im Kriegsfall sollten die Armee-Inspekteure die Führung der aufzustellenden Armeen übernehmen. Im Frieden jedoch hatten sie keinerlei Befehlsgewalt über die ihnen unterstehenden Kommandierenden Generale. Da sie deren Verbände jedoch zu inspizieren hatten, bot sich ihnen schon im Frieden die Möglichkeit, sich über die Truppen zu orientieren, die sie im Krieg befehligen sollten.

## Geschichte
In Preußen war am 10. Oktober 1868 erstmals eine dauerhafte Einteilung der Truppen im Frieden in drei „Armee-Abteilungen“ vorgesehen. Nach dem Ende des Deutsch-Französischen Krieges (1870/71) wurden stattdessen mit Allerhöchster Kabinetts-Order vom 14. Juni 1871 vier „Armee-Inspektionen“ geschaffen, denen jeweils ein Inspekteur vorstand. Am Tage des Einzugs der deutschen Truppen in Berlin, wurden am 16. Juni 1871 die vier neuen Armee-Inspekteure ernannt. Dies waren der Kronprinz von Sachsen (I. Armee-Inspektion), der Großherzog von Mecklenburg-Schwerin (II. Armee-Inspektion), Prinz Friedrich Karl von Preußen (III. Armee-Inspektion) und der Kronprinz des Deutschen Reiches (IV. Armee-Inspektion).
Durch eine Allerhöchste Kabinetts-Order vom 22. September 1877 kam schließlich eine weitere (V.) Armee-Inspektion unter dem Großherzog von Baden hinzu. Mit der Allerhöchsten Kabinetts-Order vom 8. September 1907 wurde die VI., mit derjenigen vom 2. September 1912 die VII. und schließlich mit derjenigen vom 13. Juli 1913 die VIII. Armee-Inspektion eingerichtet. Somit umfasste die deutschen Streitkräfte bei Kriegsausbruch 1914 insgesamt 8 Armee-Inspektionen mit 25 Armeekorps.
| Inspektion | Ort         | Inspekteur                                         | Korps                                                                               | Mobilmachung        |
| ---------- | ----------- | -------------------------------------------------- | ----------------------------------------------------------------------------------- | ------------------- |
| I.         | Danzig      | Generaloberst Maximilian von Prittwitz und Gaffron | * I. Armeekorps * XVII. Armeekorps * XX. Armeekorps                                 | Armeeoberkommando 8 |
| II.        | Berlin      | Generaloberst Josias von Heeringen                 | * Gardekorps * XII. Armeekorps * XIX. Armeekorps                                    | Armeeoberkommando 3 |
| III.       | Hannover    | Generaloberst Karl von Bülow                       | * VII. Armeekorps * IX. Armeekorps * X. Armeekorps                                  | Armeeoberkommando 2 |
| IV.        | München     | Generaloberst Rupprecht von Bayern                 | * III. Armeekorps * k.b. I. Armeekorps * k.b. II. Armeekorps * k.b. III. Armeekorps | Armeeoberkommando 6 |
| V.         | Karlsruhe   | Generaloberst Friedrich II. von Baden              | * VIII. Armeekorps * XIV. Armeekorps * XV. Armeekorps                               | Armeeoberkommando 7 |
| VI.        | Stuttgart   | Generaloberst Albrecht von Württemberg             | * IV. Armeekorps * XI. Armeekorps * XIII. Armeekorps                                | Armeeoberkommando 4 |
| VII.       | Saarbrücken | Generaloberst Hermann von Eichhorn                 | * XVI. Armeekorps * XVIII. Armeekorps * XXI. Armeekorps                             | Armeeoberkommando 5 |
| VIII.      | Berlin      | Generaloberst Alexander von Kluck                  | * II. Armeekorps * V. Armeekorps * VI. Armeekorps                                   | Armeeoberkommando 1 |